# Cavendishia porphyrea
Cavendishia porphyrea är en ljungväxtart som beskrevs av A. C. Smith. Cavendishia porphyrea ingår i släktet Cavendishia och familjen ljungväxter. Inga underarter finns listade i Catalogue of Life.